# Filetia scortechinii
Filetia scortechinii är en akantusväxtart som beskrevs av C. B. Cl.. Filetia scortechinii ingår i släktet Filetia och familjen akantusväxter. Inga underarter finns listade i Catalogue of Life.